# Labatoli
Labatoli (nep. लाबाटोली) – gaun wikas samiti w środkowej części Nepalu w strefie Dźanakpur w dystrykcie Dhanusa. Według nepalskiego spisu powszechnego z 2011 roku liczył on 908 gospodarstw domowych i 5106 mieszkańców (2449 kobiet i 2657 mężczyzn).